# Оманов, Хамровали
Хамровали Оманов — советский хозяйственный деятель, Герой Социалистического Труда.

## Биография
Родился в 1932 году на территории современного Папского района Наманганской области. Член КПСС.
В 1943—1958 гг. — колхозник, прицепщик, механик-водитель хлопкоуборочной машины Папской машинно-тракторной станции.
В 1958—1991 гг. — бригадир хлопководческой бригады, председатель колхоза «Ленинград» Папского района Наманганской области
Узбекской ССР.
Указом Президиума Верховного Совета СССР от 10 декабря 1973 года присвоено звание Героя Социалистического Труда с вручением ордена Ленина и золотой медали «Серп и Молот».
Умер после 1991 года в Наманганской области Узбекистана.

## Награды и звания
- Герой Социалистического Труда (10.12.1973)
- Орден Ленина (10.12.1973)
- Орден Октябрьской Революции (20.02.1978)
- Орден Трудового Красного Знамени (01.03.1965, 08.04.1971)